# 伊藤真理子
伊藤 真理子（いとう まりこ、1985年2月26日 - ）は、日本のAV女優。

## 人物・プロフィール
- 身長：159cm
- スリーサイズ：B85（Cカップ）・W58・H88
- 血液型：B型
- 趣味・特技：歌を歌うこと

## 略歴
- 2007年4月に『敏感少女』でセクシア専属女優としてAVデビュー。

## 作品

### アダルトビデオ
2007年
- 敏感少女(2007年4月1日、セクシア)
- あなたに逢いたい(2007年5月1日、セクシア)
- コールガール痴女(2007年6月1日、セクシア)
- 女教師の秘蜜(2007年7月1日、セクシア)
- コスプレ総合病院24時(2007年8月1日、セクシア)
- メイド@パイパン剃毛中出し(2007年9月1日、セクシア)
- 女教師27人総編集8時間2枚組(2007年10月1日、セクシア)
- 美女アイドルの本気ファック(2007年12月1日、セクシア)

2008年
- どスケベ痴女FUCK18人総集編 8時間2枚組(2008年1月1日、セクシア)
- SEXIA2007年上半期BEST 全35作品8時間(2008年3月1日、セクシア)
- 制服美少女18人総集編 8時間2枚組(2008年3月1日、セクシア)